# Mor (España)
Mor (llamada oficialmente San Pedro de Mor) es una parroquia española del municipio de Alfoz, en la provincia de Lugo, Galicia.

## Organización territorial
La parroquia está formada por quince entidades de población:
- Barral (O Barral)
- Candaedo (O Candaedo)
- Correlos
- Couto de Abaixo (Couto de Baixo)
- Couto de Arriba (Couto de Riba)
- Fargallo (O Fargallo)
- Fontelo (O Fontelo)
- Iglesia (A Igrexa)
- Liñar
- Rega (A Rega)
- Santa Mariña
- Seara (A Seara)
- Vilagabe
- Vilaúde
- Xordelo

## Demografía
| Gráfica de evolución demográfica de Mor entre 2000 y 2020 |
|                                                           |
| Datos según el nomenclátor publicado por el INE.          |